# Список заслуженных мастеров спорта Республики Беларусь (хоккей с шайбой)
Звание «заслуженный мастер спорта Республики Беларусь» было учреждено в 1994 году как почётное спортивное, а в 1995 году было учреждено как почётное. Первое награждение хоккеистов произошло в 2002 году.

## Награждения

### 2002
24 мая «за достижение высоких спортивных результатов на XIX зимних Олимпийских играх 2002 года» звания ЗМС были удостоены игроки сборной Беларуси, занявшей 4-е место:
- Андриевский, Александр Леонидович (1968), нападающий, «Химик» (Россия)
- Антоненко, Олег Владимирович (1971), нападающий, «Северсталь» (Россия)
- Бекбулатов, Вадим Николаевич (1970), нападающий, «Динамо-Энергия» (Россия)
- Дудик, Дмитрий Владимирович (1977), нападающий, «Гомель»
- Журик, Александр Александрович (1975), защитник, «Крылья Советов» (Россия)
- Занковец, Эдуард Константинович (1969), нападающий, на момент присвоения звания завершил спортивную карьеру
- Ковалёв, Андрей Робертович (1966), нападающий, «Оберхаузен» (Германия)
- Кольцов, Константин Евгеньевич (1981—2024), нападающий, «Спартак» (Россия)
- Калюжный, Алексей Николаевич (1977), нападающий, «Металлург» (Магнитогорск, Россия)
- Копать, Владимир Николаевич (1971), защитник, «Нефтехимик» (Россия)
- Макрицкий, Александр Петрович (1971), защитник, «Оберхаузен» (Германия)
- Матушкин, Игорь Витальевич (1965), защитник, «Шеллефтео» (Швеция)
- Мезин, Андрей Анатольевич (1974), вратарь, «Берлин» (Германия)
- Микульчик, Олег Антонович (1964), защитник, «Химик» (Россия)
- Панков, Дмитрий Николаевич (1974), нападающий, «Металлург» (Новокузнецк, Россия)
- Расолько, Андрей Евгеньевич (1968), нападающий, «Северсталь» (Россия)
- Романов, Олег Константинович (1970), защитник, «Северсталь» (Россия)
- Салей, Руслан Альбертович (1974—2011), защитник, «Анахайм» (США)
- Скабелка, Андрей Владимирович (1971), нападающий, «Салават Юлаев» (Россия)
- Стась, Сергей Леонидович (1974), защитник, «Крефельд» (Германия)
- Фатиков, Леонид Викторович (1968), вратарь, «Кассель» (Германия)
- Хмыль, Олег Владимирович (1970), защитник, «Лада» (Россия)
- Цыплаков, Владимир Викторович (1969—2019), нападающий, «Ак Барс» (Россия)
- Шабанов, Сергей Рудольфович (1974), вратарь, «Металлург» (Новокузнецк, Россия)

Из состава сборной не получил звания Василий Панков, нападающий, «Аугсбург» (Германия), дисквалифицированный на Играх из-за положительной допинг-пробы.
Тем же указом старшему тренеру сборной Михаилу Захарову и главному тренеру ХК «Керамин-Минск», чемпиона Белоруссии 2002 года, Валерию Воронину было присвоено почётное звание «заслуженный тренер Республики Беларусь».

### 2007
29 мая «за большой личный вклад в развитие белорусского хоккея, физической культуры и спорта, достижение высоких спортивных результатов на международных и республиканских соревнованиях» звания ЗМС были удостоены 8 игроков команды «Юность-Минск» — обладателя Континентального кубка IIHF:
- Горячевских, Степан Михайлович (1985), вратарь
- Еркович, Сергей Анатольевич (1974), защитник
- Крутиков, Алексей Петрович (1980), нападающий
- Кривомаз, Евгений Владимирович (1979—2022), защитник
- Леонтьев, Олег Юрьевич (1970), защитник
- Пономарёв, Степан Анатольевич (1976), нападающий
- Стасенко, Николай Александрович (1987), защитник
- Шитковский, Сергей Сергеевич (1970), нападающий

Тем же указом главный тренер команды Михаил Захаров был награждён орденом Почёта.

### 2014
Указами от 11 и 15 января «за значительный личный вклад в развитие спортивной сферы республики, достижение высоких спортивных результатов, активность в общественной жизни» (бел. «за значны асабісты ўклад у развіццё спартыўнай сферы рэспублікі, дасягненне высокіх спартыўных вынікаў, актыўнасць у грамадскім жыцці») звания ЗМС были удостоены члены «команды Президента Республики Беларусь», 7 января занявшей 1-е место на X Рождественском хоккейном турнире любительских команд на приз Президента:
- Алексеев, Александр Юрьевич (1968) — спортивный директор ХК «Шахтёр»
- Асташевич, Андрей Владимирович (1972) — директор Республиканского центра олимпийской подготовки по зимним видам спорта «Раубичи»
- Белый, Павел Александрович (1980)
- Заделёнов, Сергей Александрович (1976) — игрок ХК «Юность-Минск»
- Летов, Евгений Владимирович (1976) — тренер-наставник СДЮШОР № 5, игрок ХК «Могилёв»
- Михалёв, Андрей Александрович (1978)
- Савилов, Геннадий Геннадьевич (1976)
- Свито, Владимир Фердинантович (1970) — тренер ХК «Шахтёр»
- Слыш, Максим Юрьевич (1976) — игрок ХК «Юность-Минск»

Этими указами и указом от 10 января ещё 1 игрок (ЗМС Вадим Бекбулатов) был награждён орденом Почёта, 14 игроков (уже имеющие звание ЗМС Олег Антоненко, Александр Макрицкий, Олег Микульчик, Степан Пономарёв, Сергей Стась, Владимир Цыплаков, Сергей Шабанов, Сергей Шитковский, а также Дмитрий Басков, Леонид Гришукевич, Вячеслав Лисичкин, Олег Малашкевич, Владимир Меленчук, Алексей Плотников) — медалью «За трудовые заслуги», а главному тренеру ХК «Шахтёр» Андрею Гусову было присвоено почётное звание «заслуженный тренер Республики Беларусь».
Эти награждения вызвали неоднозначную реакцию средств массовой информации.
«Еврорадио» отметило, что в результате присвоения звания ЗМС несколько хоккеистов-любителей встали в один ряд с ведущими спортсменами Беларуси: например, играющий в НХЛ Михаил Грабовский этого звания не имеет; среди получивших же это звание пяти игроков Асташевич вообще не играл за сборную Беларуси, Михалёв в 2013 году был дисквалифицирован на 2 года за применение допинга (как отметила русская служба BBC, оппозиционная пресса указывала на этот факт, но на итоги турнира это не повлияло), а Белый, Задёлёнов и Савилов хотя и играли за сборную, но «звёздами» не были.
Кроме того, «Еврорадио» обратило внимание, что это награждение противоречит Закону РБ «О государственных наградах Республики Беларусь» — согласно ему

Почётное звание «Заслуженный мастер спорта Республики Беларусь» присваивается спортсменам, в том числе спортсменам-инвалидам, за достижение высоких результатов на Олимпийских, Паралимпийских и Всемирных играх, чемпионатах, первенствах и Кубках мира и Европы.
— статья 59
— любительские турниры, где выступает команда Президента, сюда не относятся. Попытки выяснить, как такое произошло, дали следующий результат: в Федерации хоккея объяснили, что Федерация к этому отношения не имеет; в пресс-службе Президента предпочли на острые вопросы не отвечать.
Вадим Девятовский, ЗМС и депутат Палаты представителей РБ, комментируя по просьбе «БелГазеты» присвоение званий ЗМС, сказал: «Зная систему изнутри, могу точно сказать, что если президент — а он является последней инстанцией, удовлетворяющей или отклоняющей представление, — решил этих людей отметить „заслуженными мастерами спорта“, то это решение было верным». Сергей Щурко, спортивный журналист и менеджер Александры Герасимени, посчитал иначе: «признать ребят, выигравших Рождественский турнир, заслуженными мастерами спорта, поставить их вровень с победителями Олимпиад, чемпионатов мира и Европы, мягко говоря, странно».
На встрече с журналистами крупнейших белорусских СМИ Александр Лукашенко пояснил, что наградил хоккеистов-любителей «в пику» действующим профессиональным хоккеистам: «Будет результат — получите и звания, и деньги. Не будет результата — ничего не получите».
В сентябре 2014 года Федерация хоккея Республики Беларусь ходатайствовала перед Министерством спорта и туризма РБ о присвоении званий ЗМС 9 игрокам сборной Беларуси, которая дошла до 1/4 финала чемпионата мира 2014 года — Михаилу Грабовскому, Владимиру Денисову, Виталию Ковалю, Евгению Ковыршину, Андрею и Сергею Костицыным, Андрею Стасю, Андрею Степанову и Алексею Угарову — а также присвоить звание заслуженного тренера двум тренерам сборной и наградить медалью «За трудовые заслуги» уже имевших звание ЗМС Алексея Калюжного, Константина Кольцова, Андрея Мезина и Николая Стасенко. Ходатайство осталось без удовлетворения.